# The ULULU Company
The ULULU Company (ранее The Curiousity Company) — американская анимационная студия, основанная в 1997 году Мэттом Грейнингом, создателем мультсериала «Симпсоны» для Gracie Films. Он стоит за мультсериалами «Футурама» и «Разочарование» и телевизионным мультфильмом 1999 года «Olive, the Other Reindeer».

## Продукция

### Оригинальное программирование
| Название      | Жанр                       | Премьера        | Сезоны                  | Длительность | Статус     |
| ------------- | -------------------------- | --------------- | ----------------------- | ------------ | ---------- |
| «Футурама»    | ситком научная фантастика  | 28 марта 1999   | 7 сезонов, 140 эпизодов | 22 мин.      | Продлён    |
| Разочарование | фэнтези приключения сатира | 17 августа 2018 | 4 частей, 40 эпизодов   | 19–36 мин.   | В ожидании |

### Оригинальные фильмы
| Название                            | Жанр                                   | Премьера        | Длительность | Язык       |
| ----------------------------------- | -------------------------------------- | --------------- | ------------ | ---------- |
| «Olive, the Other Reindeer»         | комедия мюзикл                         | 17 декабря 1999 | 45 мин.      | английский |
| «Футурама: Большой куш Бендера»     | научная фантастика комедия приключения | 27 ноября 2007  | 89 мин.      | английский |
| «Футурама: Зверь с миллиардом спин» | Научная фантастика комедия приключения | 24 июня 2008    | 89 мин.      | английский |
| «Футурама: Игра Бендера»            | Научная фантастика комедия             | 4 ноября 2008   | 87 мин.      | английский |
| «Футурама: В дикие зелёные дали»    | Научная фантастика комедия приключения | 23 февраля 2009 | 89 мин.      | английский |